# ソウル西部警察署
ソウル西部警察署（ソウルソブけいさつしょ）は、ソウル地方警察庁所管の警察署である。

## 管轄区域
- 恩平区のうち鷹岩1洞～3洞、碌磻洞、新寺1洞・2洞、繒山洞、水色洞

## 沿革
- 1969年2月12日 - 開設。
- 1991年11月1日 - 恩平警察署開設に伴い、当警察署の管轄にある9派出所を移管
- 2001年12月27日 - ソウル西部警察署に改称。
- 2006年3月1日 - 西大門区内にある、当警察署の管轄にある2地区隊をソウル西大門警察署に移管。

## 管轄地区隊
- 鷹岩地区隊
- 新寺地区隊

## 管轄派出所
- 鷹岩3派出所
- 碌磻派出所